# Кінооператор
Кінооператор — професія в кінематографі. Спеціаліст, що керує кінознімальним апаратом, за допомогою якого відбувається запис рухомого зображення на кіноплівку, або цифровий носій. Оператор несе відповідальність за образотворче рішення фільму і фотографічну якість зображення, а також безпосередньо бере участь у створенні спецефектів. Оператор — фахівець, що знає виразні можливості освітлення, кіно - та відеоапаратури, допоміжної операторської техніки: візків, кранів, стедікамів і т. д.
У сучасному кінематографі найчастіше використовується цифрова кінокамера, що дозволяє отримувати кінофільми без використання плівки, але незалежно від типу носія оператор створює образотворче рішення фільму спільно з режисером і художником. Є однією з ключових фігур у створенні кіно і теле - фільмів усіх видів: художніх, ігрових, документальних, наукових та багатьох інших.

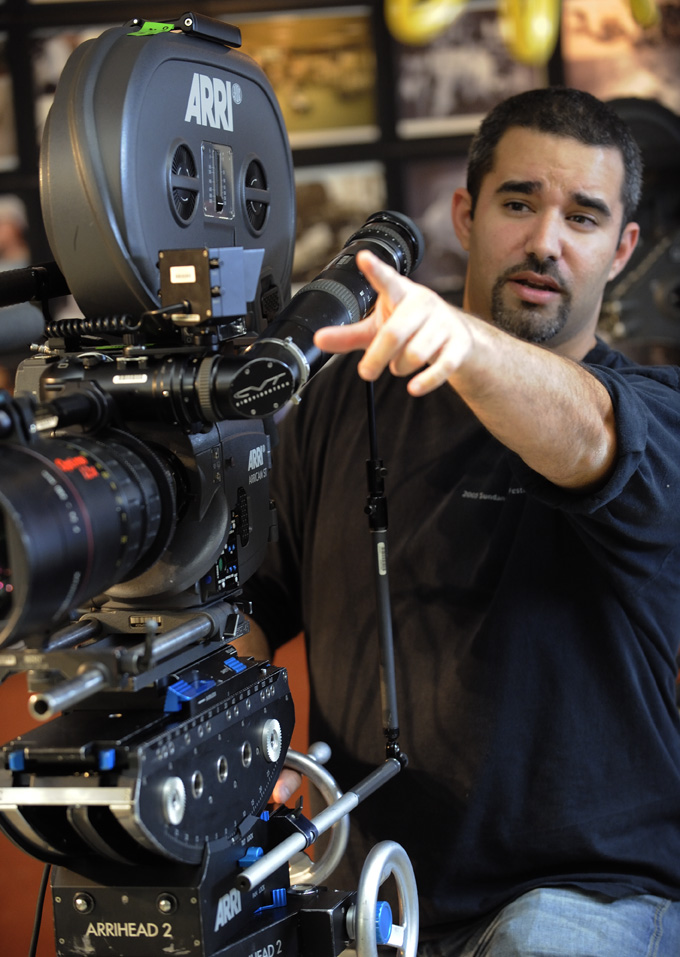
Кінооператор під час фільмування

## Камермен
Деяке поширення в кінематографічному побуті отримала жаргонна назва камермен (англ. cameraman), спочатку термін з'явився в американській кіноіндустрії. Вживається щодо співробітників, що не керують безпосередньо кінокамерою, а здійснюють її запуск і зупинку, рух по знімальному майданчику й усувають перешкоди оператору.

## Операторська група
Колектив фахівців, що під час виробництва кінофільму, входить до складу знімальної групи, і забезпечує безперебійне ти якісне знімання зображення. У західній термінології еквівалентом операторської групи можна вважати Camera Crew. Крім операторів до неї входять асистенти оператора, що відповідають за фокусування, експозицію та ведуть облік знятих сцен та дублів. Від постановочного цеху кіностудії до операторської групи прикріплюються пайовик і кранмейстер, з командою помічників (англ. Dolly Grip). Від цеху знімальної техніки прикріплюється механік знімальної техніки.
До групи може входити більше одного оператора для проведення багатокамерного знімання або роботи у кілька змін. Сучасна технологія виробництва передбачає у складі групи окремого оператора, що працює з системою стабілізації «Стедікам». Від цеху комбінованого знімання прикріплюється окремий оператор, що здійснює комбіноване знімання. При плівковій технології кіновиробництва в операторській групі обов'язково присутній фахівець, що забезпечує роботу відеоконтрольних пристроїв. Після закінчення знімального періоду операторська група розпускається і під час монтажно-тонувального періоду у виробництві фільму бере участь тільки оператор-постановник.

## Оператор-постановник
Або головний оператор — керівник операторської групи та групи освітлювачів. Несе відповідальність за фотографічну якість зображення, витрату кіноплівки і електроенергії. На відміну від інших операторів, що працюють тільки під час знімального періоду, після його закінчення стежить за виробничим процесом до моменту здачі фільму замовнику. Присутній при виборі дублів, монтажі, кольороустановці (за плівковою технологією виробництва) або кольорокорекції.

## Асистент оператора
Фахівець, що здійснює технічний контроль за окремими параметрами знімання, який заряджає кіноплівку в касети (при плівковому зніманні) і відповідає за їх безперебійну роботу. В одного оператора може бути більше одного асистента. Але при будь-якій їх кількості обов'язковим є «асистент на фокусі» або 1-й асистент (англ. focus puller). Крім інших обов'язків, він здійснює контроль за дотриманням точності фокусування в складних сценах. Перед зніманням дублів вимірює відстані від камери до об'єктів знімання і розмічає кільце наведення фолоу-фокуса відповідно до сцени. Під час знімання здійснює переведення фокуса з об'єкта на об'єкт і стежить на відеоконтрольному пристрої за точністю наведення.
Роль першого асистента в кіновиробництві дуже велика, оскільки неточне фокусування робить отримане зображення непридатним для використання у фільмі. Точне наведення вимагає знань особливостей кінознімальної оптики, безперервного контролю юстування об'єктивів і камери, а також бездоганного зору. Крім фокусування перший асистент стежить за небажаними засвітками і відблисками від джерел світла і запобігає їхній появі своєчасним встановленням світлозахисних парасольок, екранів і компендіумів.
Другий асистент оператора, якщо він передбачений штатним розкладом, записує номери кадрів, дублів та іншу інформацію на хлопавкі-нумераторі і заряджає неекспоновану кіноплівку в касети. Крім того, він фіксує в спеціальному журналі номери емульсії, дати знімання і дати відправлення на проявлення кожного відзнятого рулону, а також стежить за транспортуванням операторського обладнання та його доставлянням до місця знімання. Також на ньому лежить обов'язок вимірювання експозиційних параметрів і колірної температури освітлення.

## Цікаві факти
- Кінооператори, які знімали перші кольорові фільми, називалися «кольорооператорами»[5].